# Amomum pellitum
Amomum pellitum là một loài thực vật có hoa trong họ Gừng. Loài này được Henry Nicholas Ridley mô tả khoa học đầu tiên năm 1916.

## Phân bố
Loài này có ở miền tây New Guinea.